# ニーナ・ゴードン
ニーナ・ゴードン（Nina Gordon、出生名：ニーナ・レイチェル・ゴードン・シャピーロ、1967年11月14日 - ）は、アメリカ合衆国のミュージシャン、シンガーソングライター。

## 概要
1994年にロック・バンド、ヴェルーカ・ソルトのメンバーとしてデビューし、1998年の脱退後はソロのシンガーソングライターとして活動を開始する。2000年にソロ・デビュー・アルバム『トゥナイト・アンド・ザ・レスト・オブ・マイ・ライフ』をリリース。ビルボード最高123位と上位には届かなかったが、数ヶ月間100位台中間を維持し、最終的に30万枚、日本では5万枚を売り上げた。
2003年暮れに新作の製作を開始し、2004年初めにアルバムが完成し『Even the Sunbeams』というタイトルが付けられたが、ゴードンはアルバムの出来に満足できず、楽曲を書き直して再びレコーディングを行った。
2006年8月にセカンド・アルバム『ブリーディング・ハート・グラフィティ』をリリースした。
2013年に活動を再開したヴェルーカ・ソルトに再加入、ツアーを行い新曲も発表した。

## その他
- ミュージシャンのジェフ・ルッソと結婚し、1男1女の母となる。
- スマッシング・パンプキンズのギタリスト、ジェームス・イハのソロ・アルバム『レット・イット・カム・ダウン』にコーラスで参加した。

## ディスコグラフィ

### アルバム
- 『トゥナイト・アンド・ザ・レスト・オブ・マイ・ライフ』 - Tonight and the Rest of My Life (2000年)
- 『ブリーディング・ハート・グラフィティ』 - Bleeding Heart Graffiti (2006年)

### シングル
- "Tonight and the Rest of My Life" (2000年)
- "Now I Can Die" (2001年)
- "2003" (2001年)
- "Kiss Me 'Til It Bleeds" (2006年)

### ヴェルーカ・ソルト
- 『アメリカン・サイズ』 - American Thighs (1994年)
- Blow It Out Your Ass It's Veruca Salt (1996年) ※EP
- 『エイト・アームズ・トゥ・ホールド・ユー』 - Eight Arms to Hold You (1997年)
- MMXIV (2014年) ※EP
- Ghost Notes (2015年)